# Айдарбекова, Ташинбала
Ташинбала Айдарбекова (каз. Ташінбала Айдарбекова, 1906 год, аул Чубар, Копальский уезд, Российская империя — дата и место смерти не известны, СССР) — колхозница, Герой Социалистического Труда (1948).

## Биография
Родилась в 1906 году в ауле Чубар Копальского уезда (ныне — село Алдабергеново Жетысуской области).
В 1930 году вступила в колхоз «Джана-Талап». С 1940 года по 1961 год была звеньевой свекловодческого звена. За ударный труд во время Великой Отечественной войны была награждена медалью Медаль «За доблестный труд в Великой Отечественной войне 1941—1945 гг.». В 1961 году вышла на пенсию.
В 1947 году звено, которым руководила Ташинбала Айдарбекова, собрало по 820 центнеров сахарной свеклы с площади 4,5 гектаров. За этот труд она была удостоена в 1948 году звания Героя Социалистического Труда.
С 1961 года — персональная пенсионерка.
Избиралась депутатом Талды-Курганского областного Совета депутатов трудящихся (1950–1959).
Проживала в селе Алдабергеново.

## Награды
- Герой Социалистического Труда — Указом Президиума Верховного Совета от 28 марта 1948 года
- Орден Ленина (1948)
- Медаль «За доблестный труд в Великой Отечественной войне 1941—1945 гг.»